# Boi-de-mamão
Pour les articles homonymes, voir Boi.
Le boi-de-mamão est une manifestation folklorique de l'État de Santa Catarina, au Brésil.

## Présentation
Il trouve son origine dans les traditions des jeux açoriens tournant autour des bœufs. Cette tradition se retrouve principalement sur le littoral de l'État, région où la culture açorienne est encore très présente. La première trace avérée de cette tradition date de 1840, sous le nom de boi-de-pano.
Il s'agit principalement d'une manifestation aux ressorts comiques tournant autour d'un évènement dramatique, la mort et la résurrection d'un bœuf. Elle présente des éléments communs avec le bumba-meu-boi du Nordeste.

### Participants
Pour sa représentation, le boi-de-mamão fait participer nombreux volontaires pour incarner les différents protagonistes de l'action, placés sous des déguisements fait de structures de bois ou d'acier et de tissu. Parmi les personnages, on retrouve le bœuf, le propriétaire du bœuf, le docteur, la veuve, etc.